# Portada/article juny 26

## Els burgesos de Calais
Els burgesos de Calais (en francès, Les Bourgeois de Calais) és una escultura que presenta sis burgesos que el 1347, a principis de la Guerra dels Cent Anys (1337-1453), decidiren oferir la seva vida per salvar els habitants de la ciutat francesa assetjada de Calais. L'escultor Auguste Rodin rebé el 1885 l'encàrrec de realitzar una escultura commemorativa dels burgesos. Després de gairebé quatre anys de disseny conceptual, l'escultura fou creada el 1888, i després d'alguns canvis de situació, el monument fou inaugurat el 1895. Eugeni d'Ors descrigué l'escultura com "[…] els burgesos de Calais, figures gairebé grotesques que [tanmateix] embelleixen l'ànima de la ciutat […]". Actualment, existeixen còpies d'aquesta cèlebre obra arreu del món.